# 스튜디오블루
스튜디오블루(Studio Blu)는 2018년 스톤 뮤직 엔터테인먼트에 의해 설립된 레이블이다. 2021년 8월 웨이크원으로 CJ ENM의 다른 레이블과의 통합이 진행되었다.

## 소속 아티스트
- 아이오아이 (2019 - 스윙 엔터테인먼트와 공동 관리)
  - 임나영 (2019)
  - 청하 (가수) (2019)
  - 김세정 (2019)
  - 정채연 (2019)
  - 주결경 (2019)
  - 김소혜 (2019)
  - 최유정 (가수) (2019)
  - 강미나 (2019)
  - 김도연 (가수) (2019)
- 헤이즈 (가수) (2018~2020)[1]
- DAVII[2]
- Mia[3][4]
- Truedy
- $ammy[5]